# Gerald Backhaus

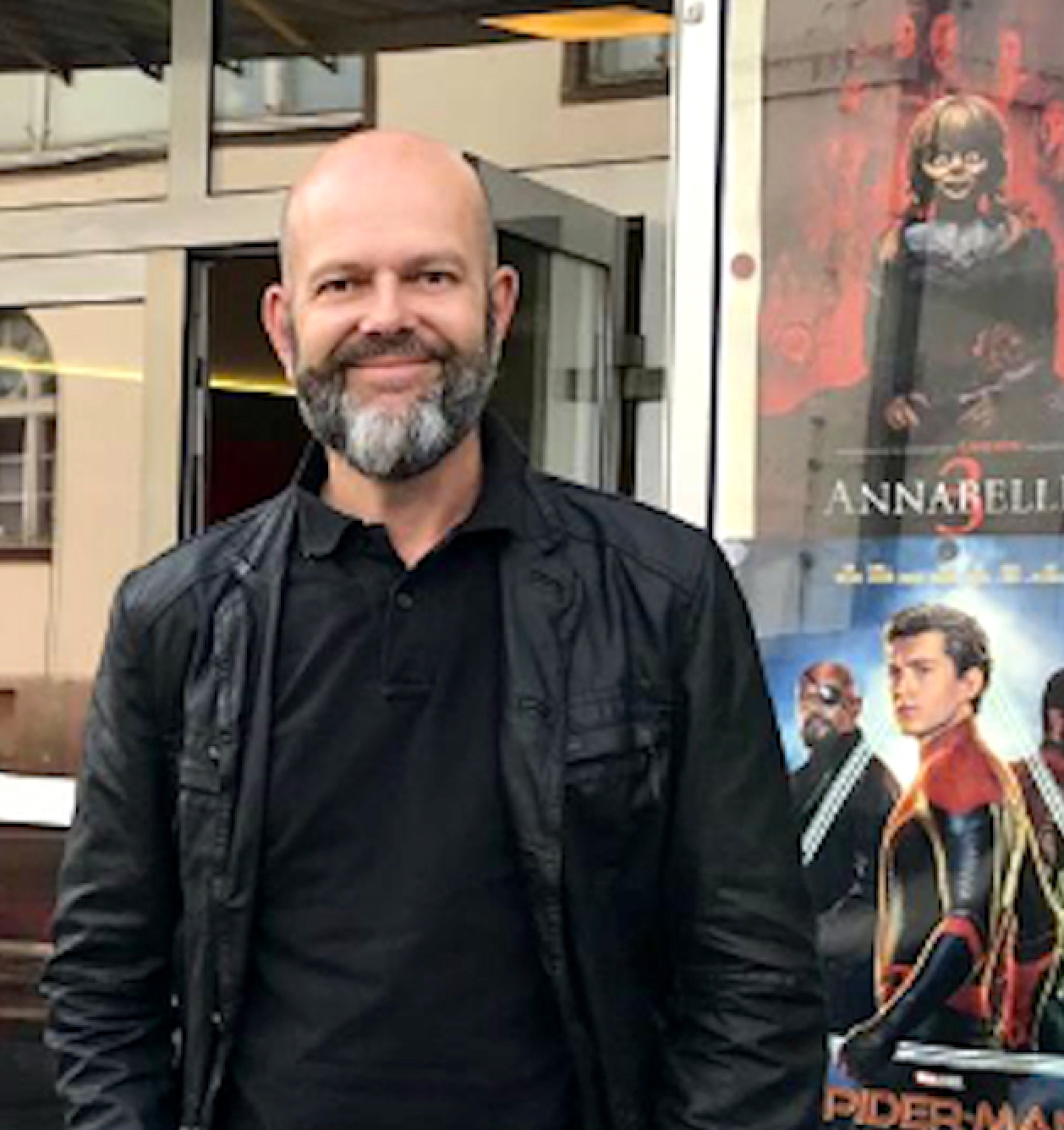
Gerald Backhaus, 2019

Gerald Backhaus (* in Gotha) ist ein deutscher Filmemacher, Regisseur und Autor.

## Leben
Gerald Backhaus produziert seit 2004 Dokumentarfilme und Kurzfilme, führt dabei Regie und schreibt die Drehbücher. Er ist vor allem durch seine Werke über Thüringische Dialekte in seiner Heimat Thüringen bekannt geworden.
Sein Erstling Pleite mit Philipp Lux in der Hauptrolle wurde im MDR und auf 3sat ausgestrahlt. Der 3-Minuten-Streifen Starthilfe, eine Produktion von 2010, kam beim Ver.di-Filmwettbewerb 2013 unter die ersten zehn. In drei seiner Kurz-Spielfilme spielt die in der DDR bekannt gewordene Schauspielerin Evelyn Opoczynski die Hauptrolle, bei Evelyn und die Profis (2008) war sie auch namensgebend.
Der Kunstfilm Kuss ohne Ende gewann einen künstlerischen Wettbewerb und erlebte 2012 seine Veröffentlichung im Denkmal für die im Nationalsozialismus verfolgten Homosexuellen. Zunächst konnte er dort in dem Mahnmal an der Berliner Ebertstraße für zweieinhalb Jahre bis Oktober 2014 und seit Januar 2017 erneut 24 Stunden täglich besichtigt werden. Dieser Film war zudem von Juni bis Dezember 2015 in einer Ausstellung im Deutschen Historischen Museum Berlin zu sehen und wurde 2016 in Münster im Rahmen dieser Ausstellung im LWL-Museum für Kunst und Kultur gezeigt.
Sein Kurzfilm Ursus Berlinensis – Die Bären von Berlin (u. a. mit Nina Queer) lief 2011 bis 2017 mehrmals auf der Leinwand (u. a. beim Kurzfilmfestival Interfilm Berlin) – auch im australischen Melbourne – und wurde im Fernsehen gezeigt. Den 1. Preis in der Kategorie „National“, den Publikumspreis sowie den BDFA-Preis Gold erhielt Ursus Berlinensis – Die Bären von Berlin beim Satire-Filmfestival „Eulenspiegeleien“ 2013 in Berlin-Adlershof, der 39. Eule. 2013 drehte Gerald Backhaus mit Ursus 2 eine Fortsetzung des Bären-Films, die 2014 beim Berliner Festival ContraVision veröffentlicht wurde. Mit den Dreharbeiten für den Kurzfilm Ursus 3 im Jahr 2016 vollendete Gerald Backhaus seine Bären-Trilogie. Diese Ursus-Reihe wurde 2017 in einem Berliner Club zum ersten Mal aufgeführt.
Zwischen 2013 und 2015 entstand die einstündige Dokumentation Bärenmänner, die Gerald Backhaus im Dezember 2015 veröffentlichte. Im Sommer 2019 wurde eine aktualisierte Fassung dieses Films erstellt.
2016 hatte die 70-minütige Dokumentation über eine „Irrenhouse“-Nacht mit Berlins berühmter Partyveranstalterin Nina Queer im Berliner Kino International Premiere.
Im Herbst 2018 drehte Gerald Backhaus den Kurzfilm Wir bleiben hier!, in dem es um die drohende Verdrängung älterer Menschen und eines Nachbarschaftscafés aus dem angestammten Viertel durch steigende Mieten in Berlin geht. Hier ist erneut die Schauspielerin Evelyn Opoczynski in der Hauptrolle zu sehen, Milan Peschel hat einen Gastauftritt.
Im Sommer 2019 wurde die 82-minütige Dokumentation Thüringen, Deine Sprache über Thüringische Dialekte und Mundarten veröffentlicht und danach in den Kinos von zahlreichen Orten in Thüringen sowie in Berlin gezeigt.
2019 und 2020 entstand die 70-minütige Dokumentation Bei den Kaffeepflückern in Brasilien / Os apanhadores de café no Brasil – Auf den Spuren einer historischen Tragödie in Thüringen / Na trilha de uma tragédia histórica na Turíngia. Er hatte Kinopremiere im Oktober 2020 in Arnstadt. 2023 konnte der Film in Brasilien gezeigt werden, u. a. in Florianópolis, Rio de Janeiro und Porto Alegre.
2020 und 2021 drehte Regisseur Gerald Backhaus mit seinem Team die Fortsetzung, den Film Thüringen, Deine Sprache 2 (92 Minuten). Er hatte Kinopremiere im September 2021 in Gotha.
2024 ist der Dokumentarfilm Von Icke bis Platt - wie in Berlin und Brandenburg ursprünglich gesprochen wird (93 Minuten) über die Dialekte und Mundarten Berlinisch und Platt in Berlin und Brandenburg veröffentlicht worden. Die Premiere fand im Oderbruch statt.
2024 wurde der dritte Dokumentarfilm über Thüringische Dialekte präsentiert. Die Premiere von Thüringen, Deine Sprache 3 (96 Minuten) fand im Oktober 2024 in Ilmenau statt.

## Filmografie
- 2004 Pleite mit Philipp Lux
- 2006 Entweder Oder
- 2008 Evelyn und die Profis mit Evelyn Opoczynski (Premiere beim Festival 48 Hours Berlin, Zweitbester Film)
- 2009 Felicità mit Ricardia Bramley
- 2009 Nachbarn mit Evelyn Opoczynski (Premiere beim Festival 48 Hours Berlin, beste Kamera für Chris Miera)
- 2010 Starthilfe (unter den ersten zehn beim Ver.di-Wettbewerb)
- 2010/11 Denkmalsfilm „Kuss ohne Ende“ (Gewinner des künstlerischen Wettbewerbs), mehrere Jahre lang ein Bestandteil vom Denkmal für die im Nationalsozialismus verfolgten Homosexuellen
- 2011 Ursus Berlinensis – Die Bären von Berlin (Premiere beim Kurzfilmfestival „kiezkieken“)
- 2014 Ursus 2 – Die Berliner Bären sind zurück (Premiere beim Filmfestival contravision)
- 2015 Dokumentation Bärenmänner (Premiere im Schwulen Museum*)
- 2016 Dokumentarfilm Nina Queer: Ficki Ficki Aua Aua – Der Film[2] (Premiere im Kino International Berlin)
- 2017 Ursus 3
- 2018 Wir bleiben hier!  mit Evelyn Opoczynski und Milan Peschel – 2019 beim Wettbewerb von arte sowie beim Filmfestival Padova[3]
- 2019 Dokumentation Bärenmänner (neue aktualisierte Filmfassung)
- 2019 Dokumentarfilm Thüringen, Deine Sprache (Kinopremiere 2019 in Gotha)[4]
- 2020 Dokumentarfilm Bei den Kaffeepflückern in Brasilien / Os apanhadores de café no Brasil – Auf den Spuren einer historischen Tragödie in Thüringen / Na trilha de uma tragédia histórica na Turíngia (Premiere 2020 im Theater Arnstadt)[5]
- 2021 Dokumentarfilm Thüringen, Deine Sprache 2 (Kinopremiere 2021 in Gotha)[6]
- 2024 Dokumentarfilm Von Icke bis Platt – Wie in Berlin und Brandenburg ursprünglich gesprochen wird (Premiere 2024 im Oderbruch)[7]
- 2024 Dokumentarfilm Thüringen, Deine Sprache 3 (Premiere 2024 in Ilmenau)

## Auszeichnungen
- 2013 1. Preis in der Kategorie National, Publikumspreis sowie BDFA-Preis in Gold für Ursus Berlinensis  – Die Bären von Berlin bei der 39. „Eule“, dem Satire-Filmfestival „Eulenspiegeleien“.

## Belege
1. ↑  https://www.schwulesmuseum.de/veranstaltung/baerenmaenner-bear-men/
2. ↑  Eine Nacht mit Nina: „Ficki Ficki Aua Aua – Der Film“. In: Siegessäule, 9. Juli 2016
3. ↑  Wir bleiben hier! 2019 beim Wettbewerb von arte
4. ↑  Thüringen, Deine Sprache Filmkritik Thüringer Allgemeine, Juni 2019
5. ↑  Dialekt und Mundart in Thüringen und Brasilien. In: Thüringer Allgemeine. 30. November 2023, abgerufen am 20. Dezember 2023.
6. ↑  Thüringen, Deine Sprache 2 Filmkritik spielfilm.de, September 2021
7. ↑  Von Icke bis Platt. In: kulturerbe-oderbruch.de, Juni 2024

| Personendaten    | Personendaten                                          |
| ---------------- | ------------------------------------------------------ |
| NAME             | Backhaus, Gerald                                       |
| KURZBESCHREIBUNG | deutscher Filmemacher, Regisseur, Autor und Journalist |
| GEBURTSDATUM     | 20. Jahrhundert                                        |
| GEBURTSORT       | Gotha                                                  |